# Ernst Neufert

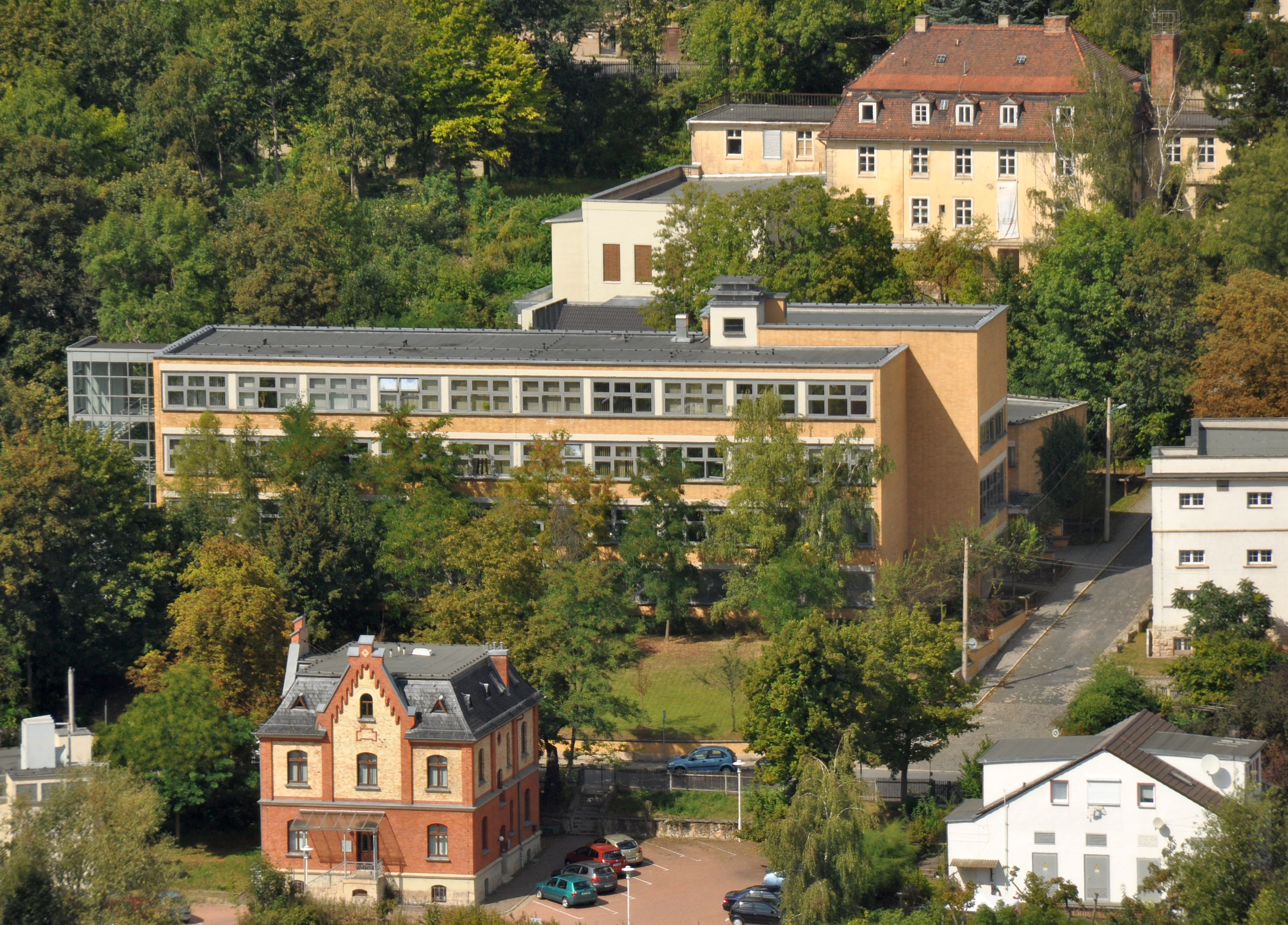
E. Neufert: Abbeanum w Jenie

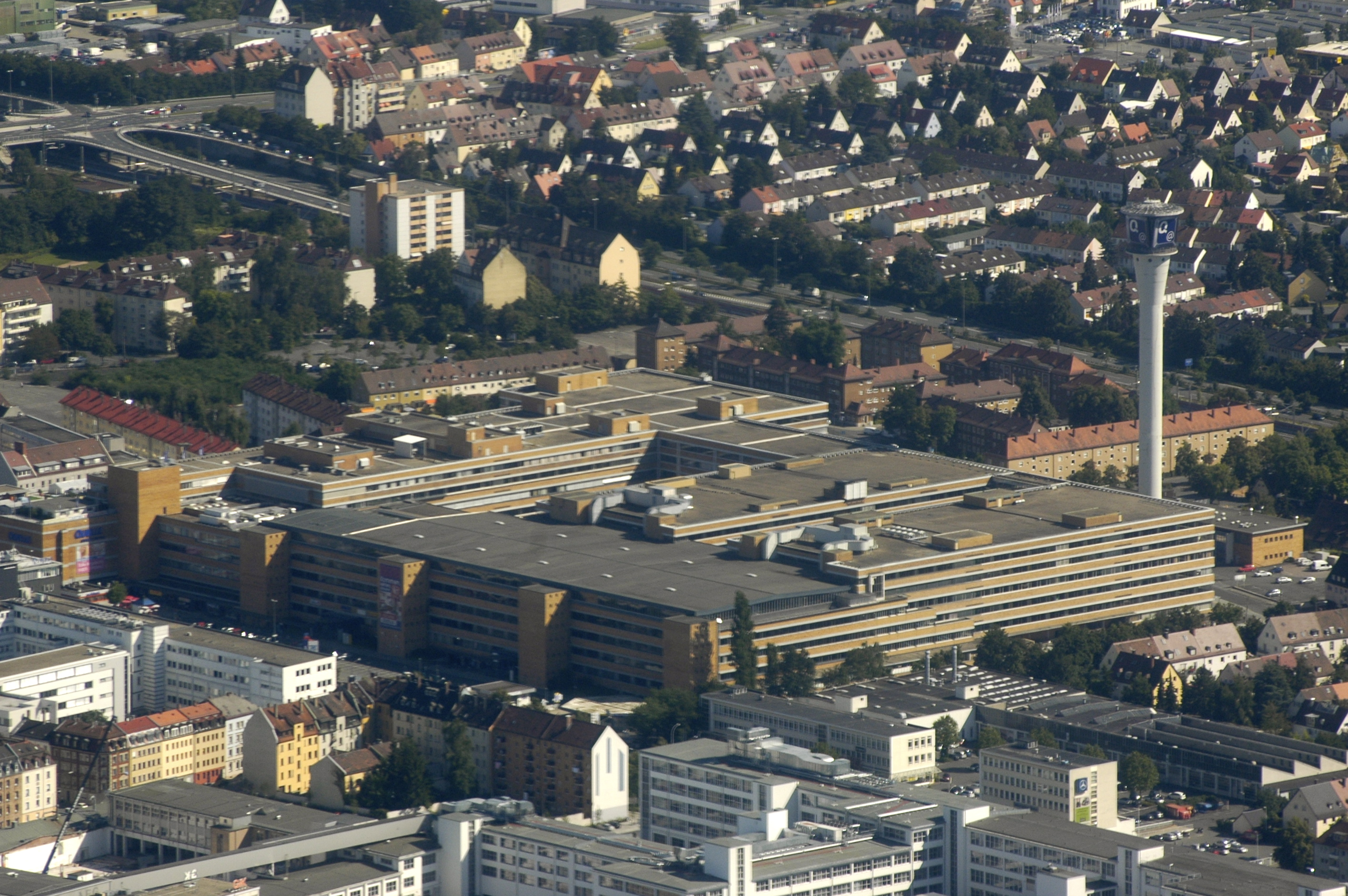
E. Neufert: siedziba Quelle w Norymberdze

Ernst Neufert (ur. 15 marca 1900 we Freyburgu nad Unstrutą, zm. 23 lutego 1986 w Rolle nad Jeziorem Genewskim) – niemiecki architekt, autor monumentalnego dzieła Podręcznik projektowania architektoniczno-budowlanego (niem. Bauentwurfslehre). Nazwisko autora stanowi w powszechnej świadomości synonim tytułu.

## Życiorys
Neufert uczył się 1914–1917 w szkole zawodowej zawodu murarza, cieśli i betoniarza. W 1919 rozpoczął studia w Bauhausie w Weimarze, lecz już w 1920 opuścił uczelnię i odbył podróż po Hiszpanii. Od 1924 był kierownikiem pracowni projektowej Gropiusa, a od 1925 nauczycielem w Bauhausie w Dessau. Zwolniony w 1929 wraz z całym korpusem nauczycielskim przez nazistów, pracował do 1933 w szkole Johannesa Ittena w Berlinie. 
Zajmował się też opracowaniem systemów modularyzacji i prefabrykacji w budownictwie, zaś w 1936 wydał swój, przetłumaczony następnie na kilkanaście języków podręcznik – Podręcznik projektowania architektoniczno-budowlanego (niem. Bauentwurfslehre), który aktualizował i rozszerzał aż do śmierci. Nazwisko autora stanowi w powszechnej świadomości synonim tytułu. Dzieło kontynuował następnie syn, Peter Neufert. 
W latach 1936–1944 pracował jako samodzielny architekt w Berlinie. W 1938 Albert Speer zlecił mu opracowanie norm dla budownictwa mieszkaniowego. W 1942 opublikował swój system oktametryczny, podstawę współczesnego niemieckiego systemu modularnego (moduł 62,5 cm), a w 1943 Bauordnungslehre, Handbuch für rationelles Bauen nach geregeltem Maß. W 1943 Neufert został kierownikiem komisji normalizacji przemysłowej, zaś po wojnie został powołany na profesora budownictwa do Darmstadt.
Jego nazwisko figurowało na Gottbegnadeten-Liste (Lista obdarzonych łaską Bożą w III Rzeszy).

## Wybrane dzieła
- 1929–1930 – Abbeanum w Jenie[1]
- 1930 – drewniany dom własny z pracownią w Weimarze[1], ob. siedziba Fundacji Neufertów
- 1934 – huta szkła w Weißwasser (Górne Łużyce)[1]
- 1949–1950 – dom własny w Darmstadt[1]
- 1952–1955 – dom wielorodzinny w Darmstadt-Mathildenhöhe
- 1954–1956 – hala doświadczalna instytutu budownictwa wodnego politechniki w Darmstadt[1]
- 1954 – dom wysyłkowy Quelle w Norymberdze[2]

## Podręcznik
- Ernst Neufert - podręcznik projektowania architektoniczno-budowlanego, Warszawa : Wydawnictwo „Arkady”, 2011. 4. wyd. pol., rozszerzone i gruntownie zmienione, ISBN 978-83-213-4693-9